# Кортни, Николас
Уильям Николас Стоун Кортни (тур. William Nicholas Stone Courtney; 16 декабря 1929, Каир, Египет — 22 февраля 2011, Лондон, Англия) — английский актёр. Наиболее известен благодаря роли Бригадира Алистера Летбридж-Стюарта в британском научно-фантастическом телесериале «Доктор Кто».

## Ранние годы
Родился в семье британского дипломата в Каире. Образование получал во Франции, Кении и Египте. По материнской линии Кортни был потомком новозеландского политика Джона Каффа. Кортни поступил на службу в британскую армию, которую покинул 18 месяцев спустя, не желая продолжать военную карьеру. Затем он поступил в Академию драматического искусства Уэббера Дугласа и два года спустя стал выступать на сцене театра Нортгемптона. В 1961 году Кортни переезжает в Лондон.
Его первой телевизионной работой стала роль в сериале «Побег» в 1957 году.
Перед тем как попасть в сериал «Доктор Кто», Кортни сыграл несколько гостевых ролей в таких культовых телесериалах, как «Мстители» (1962, 1967), «Чемпионы» (1968) и «Мой партнёр — призрак» (1969); а также сыграл автогонщика в «Полиции Ривьеры» (1965).

## «Доктор Кто»
Режиссёр Дуглас Кэмфилд первоначально рассматривал Кортни на роль Ричарда Львиное Сердце в серии «Крестовый поход» (1965), которая позже досталась Джулиану Гловеру. Кэмфилд решил оставить Кортни для следующих кастингов. Кортни впервые появился в сериале в 1965 году в серии «Генеральный план далеков» в роли агента космической безопасности Брета Вьона.
Кэмфилду понравилась работа Кортни и в 1968 году, когда Кэмфилд стал режиссёром «Паутины страха», Кортни пробовался на роль капитана Найта. Однако, когда Девид Лэнгдон отказался от роли полковника Летбридж-Стюарта, Кэмфилд провёл новый кастинг на роль капитана Найта, а роль Летбридж-Стюарта отдал Кортни. Летбридж-Стюарт в исполнении Кортни появился в следующем сезоне в серии «Вторжение», где был повышен до звания бригадира и состоял в британском контингенте ЮНИТа. Год спустя Иэн Мартер, сыгравший Гарри Салливана, медицинского работника ЮНИТа, наряду с Томом Бейкером, назвал в своей новеллизации «Вторжения» русскую военную базу, использовавшуюся в серии, но неназванную на экране, «Никортни» (англ. Nykortny).
Именно в этой роли, благодаря которой Кортни стал известен публике, он появился в 101 эпизоде в период между 1970 и 1975. Персонаж Кортни оказался достаточно популярным, чтобы вернуться на экраны в «1983 году, в серии „Мертвец Модрин“ и спецвыпуске к 20-летию сериала „Пять Докторов“. Последний раз Кортни появился в 1989 году в серии Поле брани» (хотя, как и многие бывшие члены сериала, он исполнял свою роль в благотворительных целях в «Измерениях во времени»). Роль в «Докторе Кто» стала первой и последней регулярной ролью актёра на телевидении.

## Смерть
О смерти Николаса Кортни сообщили SFX и The Stage ранним утром 23 февраля 2011 года. В ранних сообщениях не была указана точная причина смерти. Продюсеры компании Big Finish Productions, с которой Кортни работал над несколькими выпусками аудиопьес «Доктор Кто», подтвердили дату смерти 22 февраля. В Би-би-си сообщили, что актёр «умер в Лондоне в возрасте 81 года». Согласно официальному сайту Кортни, он умер после продолжительной болезни.
Сценарист «Доктора Кто» Марк Гэтисс назвал Кортни «героем детства и милым джентльменом». Исполнитель роли Четвёртого Доктора, Том Бейкер, навестивший Кортни в пятницу накануне смерти, писал на своём сайте, где озвучил причину смерти как рак: «Мы будем безумно скучать по нему».

## Личная жизнь
Был дважды женат. В браке с первой женой, Маделен, родилось двое детей: Филип и Белла.